# Amakusanthura iberica
Amakusanthura iberica là một loài chân đều trong họ Anthuridae. Loài này được Reboreda & Wägele miêu tả khoa học năm 1992.